# Harige schimmelkevers
De harige schimmelkevers of dwergschimmelkevers (Cryptophagidae) zijn een familie van kevers. De wetenschappelijke naam van de familie werd in 1826 voorgesteld door William Kirby. Wereldwijd omvat de familie 24 geslachten. In Nederland komen 95 soorten uit deze familie voor, waarvan er 86 inheems zijn. Veel soorten komen algemeen voor, ook in huis. Ze zijn niet groot; ca. 1 × 2 mm.

## Onderfamilies en tribus
De familie is als volgt onderverdeeld:
- Onderfamilie Cryptophaginae Kirby, 1826
  - Tribus Caenoscelini Casey, 1900
  - Tribus Cryptophagini Kirby, 1826
  - Tribus Picrotini Crowson, 1980
- Onderfamilie Atomariinae LeConte, 1861
  - Tribus Atomariini LeConte, 1861
  - Tribus Cryptafricini Leschen, 1996
  - Tribus Hypocoprini Reitter, 1879

## In Nederland waargenomen soorten
- Genus: Antherophagus
  - Antherophagus pallens - (Zwartspriethommelkevertje)
  - Antherophagus silaceus
  - Antherophagus similis - (Hommelnestkevertje)
- Genus: Atomaria
  - Atomaria alpina
  - Atomaria analis
  - Atomaria apicalis
  - Atomaria atra
  - Atomaria atricapilla
  - Atomaria basalis
  - Atomaria bella
  - Atomaria clavigera
  - Atomaria diluta
  - Atomaria fimetarii - (Inktzwamtorretje)
  - Atomaria fuscata
  - Atomaria fuscipes
  - Atomaria gibbula
  - Atomaria gutta
  - Atomaria impressa
  - Atomaria lewisi
  - Atomaria linearis - (Bietenkevertje)
  - Atomaria longicornis
  - Atomaria mesomela
  - Atomaria munda
  - Atomaria nigripennis
  - Atomaria nigrirostris
  - Atomaria nigriventris
  - Atomaria nitidula
  - Atomaria ornata
  - Atomaria peltata
  - Atomaria pseudatra
  - Atomaria pulchra
  - Atomaria puncticollis
  - Atomaria punctithorax
  - Atomaria pusilla
  - Atomaria rhenana
  - Atomaria rubella
  - Atomaria rubida
  - Atomaria rubricollis
  - Atomaria scutellaris
  - Atomaria testacea
  - Atomaria turgida
  - Atomaria umbrina
  - Atomaria versicolor
  - Atomaria vespertina
  - Atomaria wollastoni
  - Atomaria zetterstedti
- Genus: Caenoscelis
  - Caenoscelis ferruginea
  - Caenoscelis subdeplanata
- Genus: Cryptophagus
  - Cryptophagus acutangulus
  - Cryptophagus badius
  - Cryptophagus cellaris
  - Cryptophagus corticinus
  - Cryptophagus cylindrellus
  - Cryptophagus dentatus
  - Cryptophagus denticulatus
  - Cryptophagus distinguendus
  - Cryptophagus dorsalis
  - Cryptophagus fallax
  - Cryptophagus fuscicornis
  - Cryptophagus labilis
  - Cryptophagus laticollis
  - Cryptophagus lycoperdi - (Stuifzwamkevertje)
  - Cryptophagus micaceus
  - Cryptophagus pallidus
  - Cryptophagus populi
  - Cryptophagus pubescens
  - Cryptophagus puncticollis
  - Cryptophagus punctipennis
  - Cryptophagus quercinus
  - Cryptophagus reflexus
  - Cryptophagus saginatus
  - Cryptophagus scanicus
  - Cryptophagus schmidtii
  - Cryptophagus scutellatus
  - Cryptophagus setulosus
  - Cryptophagus simplex
  - Cryptophagus sporadum
  - Cryptophagus subdepressus
  - Cryptophagus subfumatus
  - Cryptophagus uncinatus
- Genus: Curelius
  - Curelius exiguus
- Genus: Ephistemus
  - Ephistemus globulus
  - Ephistemus reitteri
- Genus: Henoticus
  - Henoticus californicus
  - Henoticus serratus
- Genus: Hypocoprus
  - Hypocoprus latridioides
- Genus: Micrambe
  - Micrambe abietis
  - Micrambe ulicis
  - Micrambe woodroffei
- Genus: Ootypus
  - Ootypus globosus
- Genus: Paramecosoma
  - Paramecosoma melanocephalum
- Genus: Spavius
  - Spavius glaber - (Mierendwergschimmelvreter)
- Genus: Telmatophilus
  - Telmatophilus brevicollis
  - Telmatophilus caricis
  - Telmatophilus schoenherrii
  - Telmatophilus sparganii
  - Telmatophilus typhae - (Lisdoddetorretje)